# Rupert Kratzer
Rupert Kratzer (Múnic, 16 de febrer de 1945 - Garching bei München, 23 de setembre de 2013) va ser un ciclista alemany, que s'especialitzà en el ciclisme en pista. Com amateur va guanyar una medalla de bronze al Campionat del món de Persecució, per darrere del noruec Knut Knudsen i el neerlandès Herman Ponsteen.
Va participar en els Jocs Olímpics de 1968.

## Palmarès en pista
- 1967
  -  Campió d'Alemanya amateur de persecució
- 1968
  -  Campió d'Alemanya amateur de persecució
- 1969
  -  Campió d'Alemanya amateur de persecució
- 1971
  -  Campió d'Alemanya amateur de persecució
- 1973
  -  Campió d'Alemanya amateur de persecució